# Patch Adams
Hunter Doherty „Patch” Adams (Atlanta, 1945. május 28. –) amerikai orvos, társadalmi aktivista, bohóc és szerző. Ő alapította a Gesundheit! Intézetet 1971-ben. Minden évben a világ minden tájáról érkező önkéntesekből csoportokat szervez, akikkel különböző országokba ellátogat bohócnak öltözve, hogy felvidítsák az árvákat, betegeket és más embereket.
Adams jelenleg az amerikai Urbana városban él. Az intézettel karöltve egy alternatív egészségügyi modellt működtetnek, amelyet nem támogat semmilyen egészségügyi biztosító.

## Élete
Adams Washingtonban született. Apja a katonaként szolgált a koreai háborúban, majd Adams tinédzserkorában halt meg, amikor a család Németországban állomásozott. Az apja halála után Adams hazatért Amerikába az anyjával és a bátyjával. Adams bevallása szerint ezután találkozott az intézményes igazságtalansággal. Az iskolában gyakran verték meg társai, aminek eredményeként Adams erősen boldogtalanná vált és többször is öngyilkossággal próbálkozott. Miután harmadszor került kórházba egy év alatt, elhatározta, hogy nem öli meg magát, hanem „forradalmat kezd”.
Érettségi után (1963) (Wakefield High School - Arlington megye, Virginia) Adams elvégzett egy előkészítő évet a George Washington Egyetemen. Orvosi diplomáját végül 1971-ben szerezte meg a Virginia Nemzetközösségi Egyetemen. Az 1960-as évek végén az egyik legközelebbi barátját meggyilkolták. Meg volt győződve arról, hogy szoros kapcsolat van a környezet és a jólét között. Abban hisz, hogy az egyén egészsége nem választható külön a család, a közösség és a világ egészségétől. Miközben egy fiatalokkal foglalkozó klinikán dolgozott a virginiai orvosi főiskolán, összeismerkedett Linda Edquist-tel, akivel – és még pár barátjukkal – megalapították a Gesundheit! Intézetet. Az intézet 12 éven át ingyenes közösségi kórházként működött.
Adams és Edquist 1975-ben összeházasodtak és lett két gyermekük is, Atomic Zagnut „Zag” Adams és Lars Zig Edquist Adams. 1998-ban elváltak.

## Gesundheit! Intézet
A megújult, 126 hektár területen fekvő Pocahontas-megyei Gesundheit! Intézet ingyenes, mindenre kiterjedő kórházként és egészségügyi öko-közösségként vizionálta magát. Céljuk az volt, hogy ötvözzék az alternatív orvoslást a hagyományos kórházzal. A szervezet kifejlesztett egy oktatási programot is, amelyben az orvostanhallgatók és bármely más ember fenntartható rendszertervezést tanulhat.
Az 1990-es évektől kezdve Adams támogatta az Ithaca Egészségügyi Szövetséget (IHA), amelyet Paul Glover alapított. 2006. januárban az IHA elindította az Ithaca ingyenes klinikát, hogy Adams elképzeléseit megvalósítsák. Adams szintén nagyra tartja az Egészségügyi demokrácia (Health Democracy) című könyvet, amelyet Glover írt.
2007 októberében Adams és a Gesundheit testülete elhatározta, hogy összegyűjt 1 milliárd amerikai dollárt, hogy felépíthessen egy oktatási központot és egy klinikát.
Adams arra buzdítja a medikus hallgatókat, hogy a pácienseikkel alakítsanak ki mély, együttérző kapcsolatot. Ez a fajta egészségügyi segítségnyújtás a humorra és a játékra helyezi a hangsúlyt, amely Adams szerint a fizikális és érzelmi egészség szempontjából igen fontosak. Adams szeretné, ha a Gesundheit! Intézet megnyithatna egy negyven ágyas kórházat, amely ingyenes és mindenre kiterjedő egészségügyi segítséget nyújthatna bárki részére.
Adamsnak ítélték a Béke apátság Tudat bátorsága díjat (Peace Abbey Courage of Conscience Award) 1997-ben.
Adams a mai napig járja a világot és mindenfelé felvidítja a gyerekeket, betegeket és minden embert. 2014-ben járt Magyarországon is, Pécsen.

## A médiában
Az 1998-as Patch Adams film Adams életét és világnézetét dolgozta fel. Adams kritizálta a filmet, amiért az kereskedelmi okokból nem pontosan ábrázolta a hitét. Elmondása szerint az élete és munkássága teljes bemutatása helyett a film csupán egy vicces doktorként ábrázolta. Patch Adams egy interjúban azt mondta, hogy „Robin Williams 21 millió dollárt keresett azzal, hogy négy hónapig tettette őt – igen leegyszerűsített módon –, ráadásul nem adott neki 10 millió dollárt sem az ingyenes kórházára. Az igazi Patch Adams adott volna, ha ő kapott volna ennyi pénzt.”
Egy interjúban azonban Adams pontosította, hogy ő kedveli Williams-t, aki egyébként éveken át aktívan támogatta a Szent Júdás gyermek kórházat (St. Jude Children's Research Hospital).
Robin Williams halálát követően Adams azt nyilatkozta, hogy szörnyű fájdalmat érez, hogy elment egy nevettető géniusz, aki nagyszerű volt, kedves és nagylelkű. Megemlékezett róla, hogy Williams mindig készen állt másokat megnevettetni egy viccel vagy egy mosollyal, és kiemelte improvizatív képességét valamint azt, hogy Williams rendkívül kedves volt mindig Adams saját gyermekeivel.
A 2003-as bollywoodi Munna Bhai M.B.B.S. című filmet is Adams élete és egyáltalán nem szokványos gyógyítási módszere ihlette.

## Bibliográfia
- Adams, Patch. Gesundheit! : bringing good health to you, the medical system, and society through physician service, complementary therapies, humor, and joy. Rochester, Vermont: Healing Arts Press (1998). ISBN 978-0-89281-781-8. Hozzáférés ideje: 2008. december 16.
- Adams, Patch. Gesundheit! : bringing good health to you, the medical system, and society through physician service, complementary therapies, humor, and joy. Rochester, Vermont: Healing Arts Press (1993). ISBN 978-0-89281-442-8. Hozzáférés ideje: 2008. december 16.
- Adams, Patch. Gesundheit! [sound recording]. Los Angeles: NewStar Media (1998). ISBN 978-0-7871-1828-0. Hozzáférés ideje: 2008. december 16. 4 sound cassettes (ca. 6 hr.) : digitally mastered, Dolby processed.
- Adams, Patch. House calls, cartoons by Jerry Van Amerongen, San Francisco: Robert D. Reed Publishers (1998). ISBN 978-1-885003-18-8. Hozzáférés ideje: 2008. december 16.
- Bourque, Judith. The real Patch Adams (videorecording) / a film by Judith Bourque. Oley Township, Pennsylvania: Bullfrog Films (1999). ISBN 978-1-56029-811-3. Hozzáférés ideje: 2008. december 16. 1 videocassette (53 min.) : sd., col. ; 1/2 in.
- John Graham for the Giraffe Heroes Program. It's up to us, foreword by Patch Adams, Langley, Washington: Giraffe Project (1999). ISBN 978-1-893805-00-2. Hozzáférés ideje: 2008. december 16.